# 雷電NOVA
『雷電NOVA』（ライデンノヴァ）は、モスより2024年10月31日に発売されたゲームソフト。対応プラットフォームはNintendo Switch・PlayStation 5・PlayStation 4・Microsoft Windows（Steam）。

## 概要
モスのシューティングゲームシリーズ『雷電』のスピンアウトタイトル。縦スクロール型シューティングであったシリーズ従来タイトルと異なり、ツインスティック操作による全方向型のシューティングゲームとなっており、レベルアップによる機体の強化要素なども導入されている。

## プレイアブル機体
プレイアブル機体は『雷電』第1作から『雷電V』までのシリーズタイトルより7種、本作オリジナル機体が3種の計10種が登場。ゲーム内アチーブメントを獲得することによってショップで購入することができる。1Pカラーと2Pカラーで性能が微妙に変化する。
雷電（『雷電』より）
非常に攻撃力が高いが、受けるダメージが通常機体の100倍に設定されている。そのため、追加で3回（初期設定）復活できるようになっている。パッシブスキル強化で経験値獲得倍率が最大4倍まで上がる。
雷電Mk.II（『雷電II』より）
ボムの使用に特化した機体。パッシブスキルを上げることでボムの攻撃力が上がり、最大にするとレベルアップでボムが１つ獲得できる。
ファイティングサンダーME-02（『雷電III』より）
ゲーム内マネー稼ぎに特化した機体。パッシブスキルを上げることでコインの獲得金額が最大2倍になる。また。パッシブスキルを最大まで上げるとミッションクリアで600コインを獲得できるようになる。
ファイティングサンダーME-02改（『雷電IV』より）
レベルアップに特化した機体。パッシブレベルを上げることでレベルアップ時にボーナスとして経験値ゲージの20～30%が獲得できる。また、パッシブスキルを最大まで上げると究極進化時に一部パラメーターが底上げされる。
アズマ（『雷電V』より）
初期設定の機体で標準機。日本製。性能も平均的。パッシブレベルを上げることで一定レベル到達で攻撃力がアップ。また、パッシブスキルを最大まで上げると一定レベル到達で復活が1回増えるため生存率も高くなる。
スピリッツ・オブ・ドラゴン（『雷電V』より）
雷電V本編同様、防御力に特化したアメリカ製の機体だが、攻撃力は普通。パッシブレベルを上げることで一定レベル到達で被弾ダメージを抑えることができる。また、パッシブスキルを最大まで上げると一定レベル到達でHP上限が増えていく。
ムーラン・ルージュ（『雷電V』より）
雷電V本編同様、スピードに特化したフランス製の機体。パッシブレベルを上げることで一定レベル到達で移動速度が強化される。また、パッシブスキルを最大まで上げるとスーパーブースターのリチャージ速度が短縮される。
クリムゾンフューリー（本作オリジナル）
ロシア製のプラズマレーザーに特化した機体。パッシブスキルを上げることでプラズマレーザーの攻撃力がアップする。また、パッシブレベルを最大まで上げるとレベルアップ時にプラズマレーザー系のスキルが必ず１つ確定で出現するようになる。本作オリジナル機体は3機種とも運の初期値が1に設定されており、このパッシブスキルを使わないとスキル構築が困難になる。
赤星剣（本作オリジナル）
中国製のレーザーに特化した機体。パッシブスキルを上げることでレーザーの攻撃力がアップする。また、パッシブレベルを最大まで上げるとレベルアップ時にプラズマレーザー系のスキルが必ず１つ確定で出現するようになる。
イーグルクリーガー（本作オリジナル）
ドイツ製のバルカンに特化した機体。パッシブスキルを上げることでバルカンの攻撃力がアップする。また、パッシブレベルを最大まで上げるとレベルアップ時にバルカン系のスキルが必ず１つ確定で出現するようになる。